# 오기소 시오리
오기소 시오리(일본어: 小木曽 汐莉, 1992년 9월 15일 ~ )는 일본 여성 아이돌 그룹 SKE48의 전 멤버이다.

## 개요
- SKE48 팀KII 멤버 AKS 소속.
- 2013년 5월 6일에 시야를 넓히기 위해 팀S 멤버 쿠와바라 미즈키.타카다 시오리.히라마츠 카나코.야가미 쿠미.팀KII 멤버 아카에다 리리나.하타 사와코.팀E 멤버우에노 카스미.하라 미나미.연구생 멤버 코바야시 에미리와 졸업.